# Менялы (роман)
«Менялы» (англ. The Moneychangers) — роман 1975 года американского писателя Артура Хейли. Роман повествует о работе американского банка. По сути, это производственный роман, как и большинство произведений Хейли, которые стали бестселлерами.
В романе Хейли упоминаются банкоматы, патент на технологию которых был оформлен в США в 1974 году. Писатель почерпнул идею с банкоматом из статьи в журнале New York Times о Доне Ветцеле, вице-президенте по планированию компании Docutel, которому в 1968 году однажды пришлось долго ждать ответа от кассира в банке г. Даллас, штат Техас. Ветцелю уже довелось увидеть машины по выдаче наличных в Европе, что вдохновило его на внедрение технологии Docutel. Впервые американская версия таких устройств (Docuteller) была применена на обработке багажа в аэропорту. В 1969 году начались работы над прототипом, первый действующий Docutel ABM был установлен в химическом банке (Chemical Bank) Нью-Йорка.
В 1976 году на канале NBC по мотивам романа вышел одноимённый мини-телесериал. Роль Алекса Вандерворта сыграл Кирк Дуглас, Роско Хейворда — Кристофер Пламмер, Эдвины д’Орси — Энн Бакстер, Майлза Истиа — Тимоти Боттомс, Марго Брэкен — Сьюзан Флэннери. Сцены в штаб-квартире Первого торгового банка были сняты в здании Bank of America находящемся в деловом центре Лос-Анджелеса.

## Описание сюжета
Действие романа происходит в XX веке в США.
Глава Первого торгового банка Бен Роселли из-за болезни уходит в отставку, а затем умирает. Совет директоров, оказавшись не в силах сделать выбор между двумя кандидатами на пост президента Роско Хейвордом и Алексом Вандервортом, назначает временную кандидатуру. Хейворд призывает к экономии и сокращению поддержки благотворительных проектов, в то время как более молодой Вандерворт выступает за широкую работу с населением, поддержку сравнительно малодоходных социальных проектов (например, строительство жилого района Форум-ист с недорогими квартирами), программу долгосрочных вкладов. Однако большинство его проектов идут под нож сокращений, поскольку совет решил (в обход законов и банковских правил) дать огромную ссуду конгломерату Supranational Corporation (SuNatCo). Глава конгломерата Большой Джордж Куотермейн приглашает Хейворда в свой личный гольф-клуб на Багамах и принимает его в совет директоров SuNatCo. Жители Форум-иста, недовольные грядущим прекращением строительства, под руководством подруги Вандерворта, активистки Марго Брэкен, устраивают мирную забастовку, парализуя деятельность центрального отделения банка. Руководству приходится идти на попятный, члены совета обвиняют в происшедшем Вандерворта.
В центральном отделении банка происходит ЧП — украдено 6 тыс. долларов наличными из кассы оператора Хуаниты Нуньес. Однако заведующая Эдвина д’Орси не верит очевидным уликам, ревизоры находят более вероятного подозреваемого — Майлза Истина, ставшего жертвой ростовщиков из-за страсти к игре в спортивный тотализатор. Глава службы безопасности Нолан Уэйнрайт проникает в квартиру Истина, находит тайник с деньгами и записями ставок и выбивает признание из пришедшего хозяина. Истина приговаривают к двухлетнему заключению. В тюрьме он в обмен на защиту становится «девушкой» негра-громилы и знакомится с подручными мафии. После выхода на свободу он нигде не может устроиться и приходит к Уэйнрайту, который предлагает ему стать осведомителем, проникнув в преступный мир. Истин соглашается. Связником он выбирает Хуаниту Нуньес. Он устраивается на службу к ростовщику Игорю Оминскому в спортклуб «Две семёрки», который является прикрытием для шайки фальшивомонетчиков. Нуньес и Истин становятся любовниками. Однако Истин по неосторожности совершает звонок из клуба, бандиты хватают Нуньес, выбивают из неё признание и подвергают чудовищным пыткам Истина. Преступники отпускают Нуньес, но ей благодаря своей феноменальной памяти удаётся запомнить маршрут, полиция накрывает секретное убежище фальшивомонетчиков. Истин и Нуньес после судебного процесса найдут новую жизнь под защитой ФБР.
Вандерворт понимает, что SuNatCo близка к банкротству, однако не находит понимания у директоров, считающих, что он пытается бороться за власть. Куотермейн шантажирует Хейворда откровенными фотографиями. Происходит банкротство SuNatCo. Вандерворту удаётся погасить панику среди вкладчиков банка. Пресса получает данные о связи Хейворда и одной из служащих Куотермейна. Хейворд кончает с собой. Совет единодушно вручает Вандерворту бразды правления, но он - думает, принять ли пост Президента банка... 
На русском языке опубликовано в Казахстане (МГТ "Шарапат", Алма-Ата, 50 т. экз.) в 1992 году.